# Meteorus angiclypealis
Meteorus angiclypealis är en stekelart som beskrevs av Van Achterberg 2001. Meteorus angiclypealis ingår i släktet Meteorus och familjen bracksteklar. Inga underarter finns listade i Catalogue of Life.